# Aecjusz, ostatni Rzymianin
Aecjusz, ostatni Rzymianin – powieść historyczna Teodora Parnickiego wydana w 1937.
Akcja powieści rozgrywa się w V w. w Starożytnym Rzymie. Głównym bohaterem powieści jest Aecjusz Flawiusz, próbujący zachować integralność upadającego Cesarstwa Rzymskiego podczas walk z Wizygotami i Hunami. Powieść skupia się na portrecie psychologicznym bohatera, zrywając z sienkiewiczowską tradycją powieści historycznej nakierowanej na wątki przygodowe.

## Okoliczności powstania utworu
W tydzień po otrzymaniu wiadomości o niepowodzeniu konkursowym swojej powieści Hrabia Julian i król Roderyk Parnicki zabrał się do zbierania materiałów do kolejnej powieści historycznej. Zajęło mu to około roku. Do pisania Aecjusza przystąpił 12 stycznia 1936, a ukończył je 8 marca. Powieść ukazała się w 1937.
Powieść została opatrzona dwoma mottami. Pierwsze pochodzi z kroniki późnorzymskiego autora Marcellinusa i brzmi: Aetius magna rei publicae occidentalis salus et regi Attilae terror (Aecjusz, wielkie zbawienie rzeczypospolitej zachodniej i postrach króla Attyli). Drugie, z Beniowskiego, wydaje się polemizować z pierwszym, mówiąc: Sąd zostawmy wiekom. Zestawiając te dwa cytaty autor stawia czytelnikom pytania: czy rzeczywiście działanie Aecjusza było tak ważkie historycznie, choćby dla samego państwa rzymskiego, a nawet jeżeli było ważkie – to sposób, w jaki on działał, czy był należycie uzasadniony, usprawiedliwiony, czy należy mu się poklask, czy nagana.

## Treść
Aecjusz, syn Gaudencjusza, comesa domesticorum cesarza rzymskiego, spędza młodość jako zakładnik króla Hunów, Rugili. Uczy się języka barbarzyńców i zaprzyjaźnia z nimi. Jego ojciec ginie w czasie buntu wojska i Aecjusz po powrocie do Italii podejmuje służbę cywilną. Gdy po śmierci cesarza Zachodu Honoriusza, tron obejmuje uzurpator Jan, siostra zmarłego cesarza, Galla Placydia, wraz z małym synem Walentynianem, ucieka do Konstantynopola pod opiekę cesarza wschodniego Teodozjusza II. Wkrótce znaczna armia wyrusza przeciw uzurpatorowi. Cesarz Jan wysyła Aecjusza z pieniędzmi po pomoc do Rugili. Aecjusz przybywa pod Akwileję na czele sześćdziesięciotysięcznej armii huńskiej za późno, by pomóc cesarzowi Janowi, który zostaje zdradzony i ścięty. Dysponuje jednak wystarczającą siłą militarną, by wymusić na rządzącej w imieniu małoletniego Walentyniana, Placydii tytuł comesa domesticorum, dowódcy gwardii pałacowej.

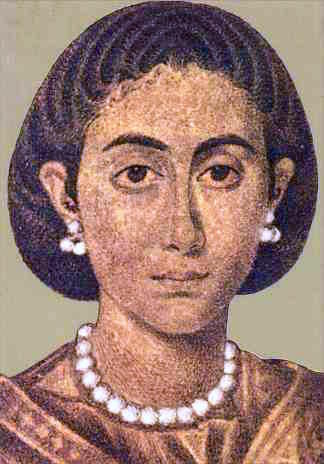
Galla Placydia

Chcąc się pozbyć niebezpiecznego obrońcy, Placydia kieruje Aecjusza i jego wojska do Galii przeciw, okupującym rzymską prowincję, Wizygotom i Frankom. Świetne zwycięstwa Aecjusza przynoszą mu w krótkim czasie tytuły magistra aequitum i magistra utriusque militiae. Zirytowana Placydia wysyła swego pomocnika, patrycjusza Flawiusza Feliksa, comesa Italii, by spustoszył, zajmowaną przez Hunów Rugili, prowincję Walerię. Aecjusz odnosi świetne zwycięstwo na Górze Kolubraryjskiej nad Wizygotami króla Teodoryka i rozpoczyna rozgrywkę przeciw Feliksowi. Wysyła do Rawenny swego zaufanego, a po przygotowaniu przez niego sytuacji, posyła w ślad za nim oddanego sobie dowódcę Andewotusa na czele trzystu zbrojnych. Feliks ginie wraz z żoną na schodach katedry, rozsiekany przez żołnierzy Andewotusa, a Placydia jest zmuszona przyjąć triumfalny wjazd Aecjusza, zwycięzcy nad Wizygotami.
Aecjusz powraca za Alpy, by uspokoić zbuntowanych Franków. A Placydia, wbrew zasługom obdarza tytułem patrycjusza comesa Afryki Bonifacjusza, nieszczęśliwego wodza, który w wyniku klęsk w bitwach z Wandalami utracił prowincje afrykańskie i po długim oblężeniu poddał Hipponę. Aecjusz wyrusza przeciw niemu, pozostawiając Galię bez obrońców. Po przekroczeniu Alp łączy się z oddziałami północnoitalskimi. Bonifacjusz próbuje zamknąć się w twierdzy Ariminum, nie udaje mu się jednak wprowadzić za mury całej armii. Wydaje Aecjuszowi bitwę i odnosi zwycięstwo. Raniony zatrutą strzałą, na łożu śmierci, przywraca Aecjuszowi wszystkie tytuły, mianuje go patrycjuszem i oddaje mu swą żonę za małżonkę. Przepowiada też, że stanie się on salus rei publicae occidentalis.
Placydia nie zamierza jednak uszanować ostatniej woli Bonifacjusza, mimo iż obdarzyła go wcześniej niezbędnymi pełnomocnictwami do uczynienia z Aecjuszem, tego czego będzie chciał. Mianuje patrycjuszem walczącego w Afryce z Wandalami Aspara. Rozpuszcza listy gończe za pokonanym wodzem. Aecjusz przekrada się w barce przez Adriatyk. Całą wiosnę ukrywa się w Dalmacji, a następnie wzywa na pomoc armię huńską Rugili. Przed zagrożeniem najazdu Hunów kapituluje Placydia i senat. Aecjusz zostaje patrycjuszem i poślubia wdowę po Bonifacjuszu, Pelagię. Ponieważ Pelagia jest arianką i Placydia próbuje to wykorzystać, Aecjusz przemocą i przemową skłania żonę do zmiany wyznania.
W następnych latach układa pokojowo stosunki z Wandalami odzyskując większą część prowincji afrykańskich. Na czele Hunów bije plemiona germańskie w Galii i burgundzkie w Dalmacji. Gdy buntuje się przeciw Rzymowi Teodoryk wizygocki, zostawia ukończenie pomyślnie toczącej się wojny przyjacielowi Litoriuszowi i udaje się do Italii. Litoriusz jednak, oszołomiony sukcesami, postanawia całkowicie wygubić Wizygotów. Pali i grabi zajmowaną przez nich Akwitanię i oblega wojska Teodoryka w Tuluzie. Odrzuca pokojowe poselstwo biskupów, a następnego dnia ponosi dotkliwą klęskę. Schwytany przez Wizygotów, zostaje ukamienowany. Aecjusz udaje się do Galii, zawiera pokój z Teodorykiem, po czym musi wracać do Italii, zagrożonej opanowaniem przez Genzeryka, króla Wandalów Afryki i Sycylii. W Galii Aecjusz ogranicza władzę cywilną prefekta pretorium, nad przydziałem przez patrycjusza ziemi sprzymierzeńcom germańskim. Mediacji pomiędzy skłóconymi Aecjuszem i prefektem Sommerem podejmuje się diakon Leon, wkrótce już papież. Pelagia rodzi Aecjuszowi syna.

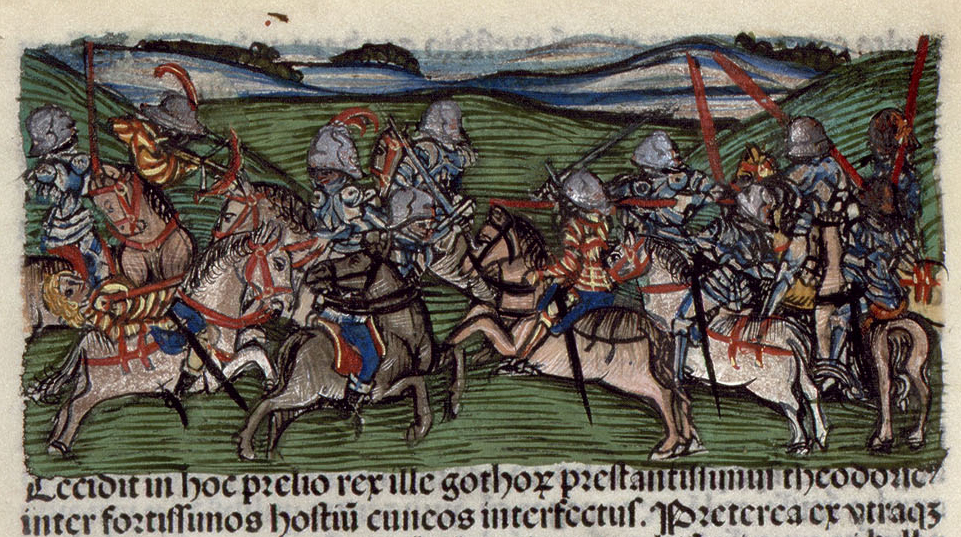
Bitwa na Polach Katalaunijskich. Chronica Hungarorum. 1488.

Aecjusz osadza Burgundów na Lemanem, by ochronić cesarstwo przed rosnącymi w siłę Hunami Attyli. Jego wodzowie tłumią krwawo chłopskie powstanie w Hiszpanii. Zawiera pokój z Genzerykiem, uznając niezależność Królestwa Wandalów. Coraz częściej też zaczyna rozmyślać nad ożenieniem w przyszłości swego syna Gaudencjusza z córką cesarza Walentyniana i stworzeniem dynastii. W zarodku tłumi wszelkie próby samodzielności podejmowane przez Walentyniana. Gdy cesarstwu zagrozi przymierze wandalsko-wizygockie od południowego zachodu i najazd Hunów ze wschodu, okupuje Hunów daniną, a przymierze germańskie rozbija proponując królowi Genzerykowi poślubienie starszej córki Walentyniana, Eudocji. I znów musi udać się za Alpy poskromić najazd króla Franków Klodiona. Podczas postoju w willi rzymskiego patrycjusza, tłumacza Iliady, gospodarz składa mu hołd za lata pokoju, które przyniosła jego władza cesarstwu, przedłużając promieniowanie rzymskiej kultury.

## Chronologia zdarzeń powieściowych
- 410 – Młody Aecjusz jest świadkiem złupienia Rzymu przez Wizygotów Alaryka
- 423 – Aecjusz przybywa na czele 60-tysięcznej armii pod Akwileję i otrzymuje tytuł comesa domesticorum
- 426 – Zwycięstwo Aecjusza nad Wizygotami Teodoryka pod Arelate
- 428 – Wyparcie Franków Klodiona za Ren
- 430 – Aecjusz doprowadza do śmierci Feliksa
- 432 –  Wojna z Bonifacjuszem, klęska pod Ariminum i ucieczka do Dalmacji
- 435 – Powrót do Italii i uzyskanie tytułu patrycjusza
- 436 – Rozbicie Burgundów
- 439 – Klęska i śmierć Litoriusza
- 443  – Osadzenie Burgundów nad Lemanem
- 447-448 – Ponowne zwycięstwo nad Frankami Klodiona

## O powieści
Interpretacja postaci Aecjusza nie pozwala na jednoznaczność ocen. Aecjusz pozostaje zarówno przedstawicielem haniebnego despotyzmu, jak i uniwersalizmu mieszańców. Atutów płynących z jego granicznej tożsamości używa do ratowania cesarstwa rzymskiego przed barbarzyńcami. Rzym jest jednak dla Parnickiego symbolem uniwersalizmu, a nie zaborczym imperium czy potęgą militarną. Parnicki polemizował w swej publicystyce z tezami faszystów włoskich, próbujących zawłaszczyć tradycje cesarskie. Podjęcie problematyki historiozoficznej, z silnymi aktualnymi implikacjami, uwolniło Parnickiego od gorsetu klasycznej powieści historycznej. Przyjęcie wzoru bliskiego modnej ówcześnie vie romancée, pozwoliło mu wprowadzić na karty powieści problematykę psychologiczną, głównie freudowską i adlerowską, której obecność uważał obok tematyki historiozoficznej, za konieczny element rozwoju gatunku w XX wieku.
Aecjusz ma kształt sekwencji scen dramatycznych, ukazujących zwrotne momenty w życiu głównego bohatera, a także prezentujących problemy polityczne, kulturowe i religijne epoki. Niewiele jest natomiast w tej powieści o wodzu i żołnierzu scen batalistycznych. Młody pisarz wziął sobie za punkt honoru, by różnić się od podziwianego Sienkiewicza. Twierdził, że o wiele bardziej intersują go ciosy myśli i słowa, aniżeli szpady czy miecza.  
Kontynuację powieści stanowiła wydana w 1966 książka Śmierć Aecjusza. Do tematyki obu książek nawiązywał także cykl Twarz księżyca (1961–1967).
Powieść doczekała się przekładów na kilka języków: rosyjski (Aecij, posliednij Rimljanin, przeł. Jurij Iwanowicz Abyzow, Moskwa 1969), estoński ( Aetius, vimne roomlane, przeł Aleksander Rais, Tallin 1972), bułgarski (Aecij, poslednijat rimljanin, przeł. Dobromir Dobrew, Sofia 1978), węgierski (Aetius, az utosló Római, przeł. Lidia Dobos, Budapeszt i Bratysława 1982) i niemiecki (Aetius, der letze Römer, przeł. Friedrich Griesee, Frankfurt nad Menem 1989).